# Marcel Bouqueton
Marcel Bouqueton, (1921-2006), est un peintre français de la Nouvelle École de Paris dont l'œuvre d'abord non figurative se développe à partir de 1965 dans le sens d'une évocation allusive.

## Biographie

### En Algérie
Marcel Bouqueton naît le 18 septembre 1921 à Constantine (Algérie) mais passe toute son enfance à Souk Ahras. Les origines de sa famille sont parisiennes et auvergnates. Son grand-père, ingénieur, a réalisé des barrages en Afrique, son père, architecte, est venu en Algérie construire des tunnels pour les chemins de fer et s'y est établi. Marcel Bouqueton manifeste très tôt un goût pour le dessin tandis qu'il fréquente, tout comme Marcel Fiorini, le collège de Bône (Annaba). Loin de le décourager, son père souhaite cependant qu'il puisse devenir enseignant et l'incite à suivre des leçons de peinture durant lesquelles il va copier des œuvres classiques. De 1938 à 1942 Bouqueton continue, avec Fiorini, ses études à l'École des beaux-arts d'Alger : il rencontre bientôt Louis Nallard et Maria Manton. En 1940 Bouqueton présente avec Nallard une première exposition à Alger et partage en 1942 avec Fiorini une première bourse des Beaux-arts.
Après trois années de guerre dont deux en Angleterre, dans le service radio de l'aviation, Marcel Bouqueton retrouve en 1945 les Beaux-Arts d'Alger, partage en 1946 avec Nallard deux nouvelles bourses, expose avec Maria Manton et dans les manifestations des "Amis de l'art" qu'anime Gaston Diehl. En 1946 il se rend à Paris pour y découvrir les musées, s'y inscrit aux Beaux-Arts, croise l'année suivante Nallard, Maria Manton et Marcel Fiorini venus ensemble s'installer en France puis rentre en Algérie, à Birkhadem, non loin d'Alger, où il peint plus solitairement. Edmond Charlot, premier éditeur d'Albert Camus douze ans plus tôt, présente en 1948 ses peintures et le poète Jean Sénac les associe régulièrement aux manifestations qu'il organise, au Nombre d'or en 1949, autour de la revue Soleil en 1950, puis du Groupe 51. C'est à partir de cette époque que Bouqueton va découvrir, de la Kabylie et des Aurès jusqu'à Tébessa, la variété du paysage algérien. En 1953 Bouqueton expose à Alger, à la Galerie Rivages d'Edmond Charlot et, aux côtés notamment de Baya, Jean de Maisonseul, Maria Manton et Nallard, sous le signe de la revue Terrasses qu'a fondée Sénac, ainsi qu'à Oran, une fois encore avec Nallard, à la galerie d'avant-garde Colline que dirige Robert Martin.

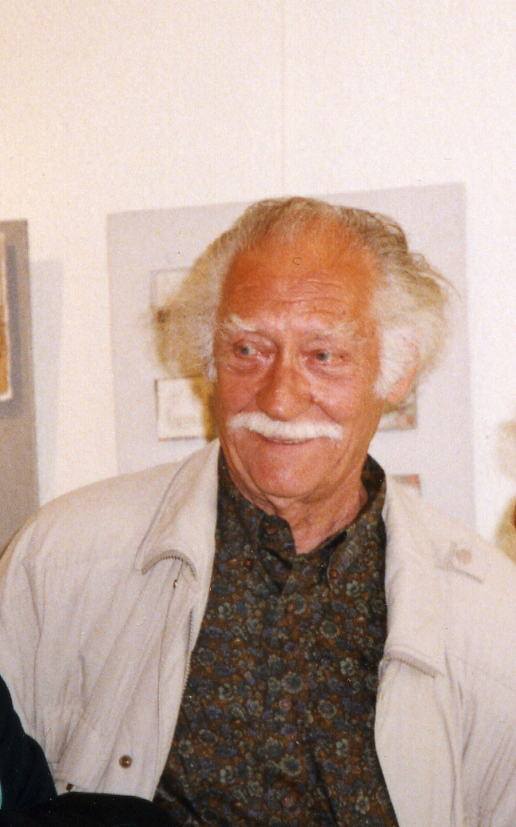
Marcel Bouqueton en 1998

### En France
C'est alors que Bouqueton décide de quitter définitivement l'Algérie, un an avant le déclenchement de la guerre d'indépendance. Installé d'abord dans la banlieue parisienne, à Saint-Germain-en-Laye, il retrouve ses compagnons d'Alger et fait la connaissance de Roger Chastel avec qui il se lie d'amitié. En 1956 il expose pour la première fois au Salon des Réalités Nouvelles, reçoit le Prix de la Fondation Félix Fénéon, fait la connaissance de Roger Bissière, rencontre le critique Roger Van Gindertael, qui se montrera constamment attentif à son travail. Il participe une dernière fois à Alger, en 1957, à une exposition collective présentée par Edmond Charlot. Au début des années 1960 il retrouve en été l'éclat de la lumière méditerranéenne à Peniscola, village de la côte espagnole que fréquentent semblablement Nallard, Maria Manton et Jean Sénac. Bouqueton s'impose « comme un des paysagistes les plus sensibles et les plus justes de ton », note dans Cimaise Georges Boudaille en 1961 à l'occasion de la deuxième exposition particulière du peintre à Paris, présentée à la galerie Pierre Domec..
Par la suite Bouqueton travaille régulièrement aux alentours de Fayence dans le Var, où il réalise en 1967 Le Livre premier des pierres, série de larges empreintes, recueillies aux couleurs à l'huile sur papier, de roches de la région. Exposant régulièrement en France et aux Pays-Bas, Bouqueton est de 1969 à 1986 enseignant à l'Unité Pédagogique d'Architecture no 8 de Paris.
Marcel Bouqueton est mort à Fayence le 11 août 2006.

## L'œuvre

### 1940 - 1951
« Ses deux grands paysages sont solides, construits, généreux et ses portraits annoncent un intelligent plasticien », note en 1940 Max-Pol Fouchet dans L'Écho d'Alger lors de la première exposition de Bouqueton. La constance d'un souci de la construction et de la couleur, sans concession pour l'Orientalisme, se manifeste dans les toiles qu'il peint dans les années suivantes. « Marcel Bouqueton, très sollicité par la couleur pure, peint des natures mortes aussi éclatantes que simplifiées, des paysages de plus en plus dégagés du motif, aux gammes de verts, de bleus et d'orangés très caractéristiques, des nus modelés des nuances du prisme. Ses derniers paysages où il s'avère plus indifférent au ton local, plus épris de l'objet signe, tendent à une sorte de féerie colorée », observe en 1946 Jean Lusinchi. Composées en larges aplats qui libèrent les formes, ces peintures témoignent d'une évolution rapide de son travail. 
Bouqueton fait alors partie de ces « Jeunes Turcs », comme les appellera plus tard le poète Jean Sénac, qui bousculent les académismes de l'« École d'Alger », demeurée largement en marge des mutations survenues en peinture depuis le début du siècle. « Avec Marcel Bouqueton nous entrons dans les champs illimités du surréel, né d'un sujet simple », écrit ainsi Sénac en 1946. « Ses tableaux mettent en valeur la ligne précise et nette, la couleur chaude, les volumes et les tons épurés » : « accoutumés aux douceatries, les bons (?) esprits n'ont pas pu admettre l'audace de ces lignes trop simples, de ces teintes trop violentes », ajoute-t-il ironiquement l'année suivante, faisant de nombreuses fois allusion au travail de Bouqueton dans les articles qu'il multiplie à cette époque.

### 1952 - 1960
Sur l'élan des toiles qu'il peint en 1951, telles Le Laboureur ou Les Semeurs dont les silhouettes se trouvent recomposées selon le filtre de la cohérence autonome des formes et des couleurs, Bouqueton se détourne dès 1952 de toute figuration, « par le biais de la représentation humaine très épurée », précisera-t-il. Il entre ainsi au tout début des années 1950 dans le courant de la nouvelle École de Paris. 
En une deuxième étape de son itinéraire Bouqueton s'engage alors dans la reconnaissance du pouvoir que détient la peinture de construire des visions inédites, délivrées des intuitions sensibles de l'espace immédiat. Sa démarche ne peut que le mener, complémentairement, à dépasser la rigidité de toute géométrie décorative. En 1952 les étendues anguleuses qu'imbriquent ses toiles se trouvent assouplies par le trait, fausses médianes ou médiatrices, qui les accompagne, souligne leurs frontières, tandis que les modelés de la couleur animent leurs champs internes. 
En 1953 ces surfaces se rapprochent, se rassemblent et s'efface le graphisme qui les articulait. Bouqueton, en ces années, n'intitule plus ses larges Compositions tabulaires que d'après leurs seules gammes colorées. Terres et ocres, ors et bronzes, gris nuancés, rouges et bleus épars, l'essentiel de sa palette s'y met en place. Autour de 1955 s'effacent les cadastres qui sous-tendaient l'équilibre de ses constructions, les couleurs passant désormais dynamiquement les unes dans les autres.

### 1961 - 1964
En une troisième étape, ce morcellement des formes commence de faire transparaître de quasi-paysages, nés de la seule peinture. Pas plus que les précédentes, ces toiles ne dérivent d'expériences préalables du monde mais en reconstituent indistinctement comme en un point virtuel l'horizon, recréent au-delà de toute apparence anecdotique le sentiment de sa présence. « Les moyens de la peinture lui suffisent pour matérialiser cette 'nature' équivalente qui n'est jamais une figuration ni une interprétation du réel, mais résulte d'une profonde coïncidence entre les données de la réalité et les effets actifs de la peinture », écrit en 1961 Roger van Gindertael. « Les sources naturalistes des toiles de Marcel Bouqueton, profondément intériorisées, affleurent en harmonies de tons finement nuancés que scandent néanmoins quelques forts accents qui soutiennent les mouvements d'une pâte onctueuse imprégnée de lumière », résume-t-il quelques années plus tard, précisant à propos de Bouqueton, comme de Maria Manton, Nallard et Fiorini, que, natifs d'Algérie, « cette origine n'est certainement pas étrangère au fait que leur attachement à la réalité terrienne a maintenu la présence de cette réalité dans leurs œuvres, à travers la démarche abstraite qu'ils ont adoptée ». 
Les tableaux de Bouqueton sont les « souvenirs de paysages algériens exaltés », écrit semblablement Michel Ragon. Sans que l'on puisse précisément parler d'une École des peintres d'Algérie, il apparaît en effet que, par leurs gammes sourdes et leurs soudains embrasements, Bouqueton et ses amis ouvrent à la peinture non figurative des visions distinctes de celles des "Jeunes peintres de tradition française" des années 1940, d'une dizaine d'années leurs aînés, formées plutôt, de Le Moal à Manessier, Bazaine ou Singier, dans la transparence des lumières du Nord.

### 1965 - 1988
« Après une vingtaine d'années d'expérimentation dans le non-figuratif, mes recherches actuelles visent à recréer, toujours avec une base d'abstraction, un espace identifiable où sont suggérés natures mortes, paysages et personnages », dit Bouqueton. Ces trois dimensions vont progressivement se trouver associées dans des constructions complexes, selon l'un de ses titres tout à la fois Dedans dehors. À partir de 1965, quatrième étape dans son cheminement, resurgit ainsi dans ses toiles la figure humaine, au milieu d'indistinctes cruches, tasses ou assiettes. Le thème de la table, conjuguant silhouettes et objets, ne cessera plus d'accompagner sa peinture : table des repas, mais aussi des cartes et des jeux ou des objets nomades des brocantes. En d'autres œuvres de longues silhouettes traversent, de face ou de profil, des espaces qui, sans nul repère, demeurent plus indéfinis. 
Enrichi de l'expérience des variations non-figuratives du signe qu'il a poursuivies, Bouqueton revient insensiblement à la source de son abstraction, en des thèmes qui surgissent à mesure du seul jeu des formes et des couleurs. Au moment où formes et couleurs sont sur le point de s'ouvrir à une autre réalité qu'elles-mêmes, Bouqueton en interrompt le décentrement pour les engager dans un autre mode de signification. Dans un climat d'irréalité, rien ne se passe au long des instants  que pérennisent  ses toiles, aucun autre évènement que, soudainement à vif, l'être quotidien des êtres. 

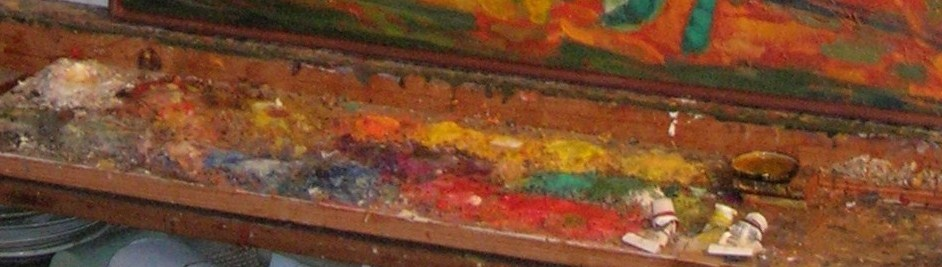
Atelier de Bouqueton, Paris, 2005

### 1988 - 2006
Une dernière étape du parcours de Bouqueton se dessine, sans rupture apparente, sur la fin des années 1980. Dans ses Paysages entrevus il retrouve, en la renouvelant, la dimension paysagiste qui avait caractérisé sa peinture. La vision, en de fausses perspectives cavalières, y gagne en hauteur, comme surplombant le visible. Étendues solaires, intérieurs plus intimes ou bien encore multiples articulations des deux espaces, le peintre surprend les signes qui en amorcent l'évocation au plus fort de leur tension, en deçà de toute description ou narration, au moment même où commencent d'apparaître en eux les êtres qu'ils ont pouvoir de désigner. 
Au long des années 1990 l'espace s'illimite sur ses toiles, le paysage du monde pénétrant jusque par les fenêtres, tableau chaque fois dans le tableau, dont le peintre ajoure ses intérieurs. Comme proposant d'emprunter leurs regards, ses figures le contemplent au plus loin ou, en d'autres toiles immobilisées hors de toute action identifiable dans le seul être-là de la condition humaine, semblent fragilisées, égarées dans l'immensité colorée dont les gammes montent en intensité. Découvrant de toile en toile un monde sauvage, encore indécis, à jamais incertain, antérieur et étranger aux repères sécurisants de la perception spontanée, la peinture de Bouqueton ne cessera plus de donner à entrevoir, par des moyens purement plastiques, « le fantastique ordinaire » du visible.

## Principales expositions
- 1940 : L'artisan du Home, Alger, avec Louis Nallard
- 1946 : galerie Art de France, Alger, avec Maria Manton
- 1948 : galerie Dominique, Alger, avec René Duvalet
- 1949 : galerie Le Nombre d'Or, Alger, avec Maria Manton, Louis Nallard et André P. Schaller, préface de J. Lusinchi
- 1950 : groupe de la revue Soleil (Jean Sénac), Alger
- 1951 ! Groupe 51 (Jean Sénac), Alger
- 1953 : galerie Rivages (Edmond Charlot), Alger
- 1953 : revue Terrasses (Jean Sénac), Alger, avec Benaboura, Baya, Nallard, Maria Manton, Caillet, de Maisonseul, Simian, Galliéro, préface de Jean Sénac
- 1953 : galerie Robert Martin, Oran, avec Louis Nallard
- 1954 : librairie-galerie Cordonny, Saint-Germain-en-Laye
- 1955 : galerie Le Portulan, Saint-Germain-en-Laye, avec Roger Chastel, Maria Manton, Marcel Fiorini et Louis Nallard
- 1957 : galerie Rivages (Edmond Charlot), Alger
- 1957 : galerie La Roue (Guy Resse), Paris, avec Maria Manton
- 1960 : galerie La Roue (Guy Resse), Paris
- 1961 : galerie Pierre Domec, Paris
- 1962 : galerie Pierre Domec, Paris
- 1962 : galerie Rive Gauche, Lausanne
- 1966 : galerie Le Fanal (Paul Moatti), Paris
- 1967 : Maison de la culture, Amiens
- 1978 : Château-Musée de Nemours, exposition rétrospective
- 1978 : Centre Culturel Français, Marrakech
- 1981 : La Galerie (Geneviève Thèvenot), Paris
- 1983 : chapelle des Pénitents, Callian
- 1985 : galerie Callu Mérite, Saint-Ouen
- 1988 : galerie Callu Mérite, Paris
- 1989 : Centre Culturel Algérien, Paris
- 1992 : galerie d'art contemporain Christine Louart, Bois-le-Roi
- 1993 : Signature Paris, galerie Borzo, 's-Hertogenbosh, Pays-Bas, avec Maria Manton et Louis Nallard
- 1994 : galerie Jacques Debaigts, Paris, avec Delmas et Maria Manton
- 1996 : Signature Paris II, galerie Borzo, 's-Hertogenbosh, Pays-Bas, avec Butti, Maria Manton et Louis Nallard
- 1996 : galerie Robert Martin, Paris
- 2001 : Signature Paris III, galerie Borzo, 's-Hertogenbosh, Pays-Bas
- 2005 : galerie Marie Demange, Paris
- 2011 : Abstraction 50, l'explosion des libertés, Ville de Rueil-Malmaison
- 2014 : Bouqueton, les années 50, galerie Marie Robin, Paris
- 2015 : Autour des œuvres de Marcel Bouqueton, 1921-2006, Peintures, assemblages, empreintes, galerie des Artistes Des Ateliers Dyonisiens Associés, Saint-Denis
- 2017 : Bouqueton, peintures 1953-1960, galerie Artemper, Paris
- 2022 : Marcel Bouqueton, aux marges du réel, Institut français des arts, Bruxelles

## Jugements
« Dans une simplification volontaire et rompant avec le sujet, Bouqueton recherche d'abord l'accord de couleurs pures, indissociables de sa préoccupation permanente de la lumière, et cela dans un équilibre formel rigoureux. Les liens secrets qu'il entretient avec la nature l'amènent à développer un chromatisme harmonieux et subtil. Aucun thème précis ne décide de l'élaboration de la toile. Il n'apparaîtra que bien après et toujours d'une façon subjective plutôt que concertée. Ce qui compte, c'est l'ordonnance de la toile, à partir des rapports qui s'établissent entre la surface colorée, la profondeur et les reflets lumineux sous-tendus par une rythmique linéaire. Sa palette, à base de jaunes, d'ocres, de bruns, de rouges, de gris et de blanc, contribue au lyrisme qui caractérise ses toiles des années 60, sans jamais nuire à l'esprit de rigueur à la base de sa création. »

— Lydia Harambourg, L'École de Paris 1945-1965, dictionnaire des peintres, Éditions Ides et Calendes, Neuchâtel, 1993 (p. 65-66)

« Depuis une vingtaine d'années, l'artiste est cependant revenu à un espace formel, où l'imbrication des plans, l'articulation des signes, les tensions sous-jacentes accordées aux teintes amorcent un récit. Des figures émergent, des intérieurs se dévoilent, des paysages sont suggérés par des espaces simultanés dans lesquels les éléments introduisent une dimension nouvelle. »

— Lydia Harambourg, Marcel Bouqueton, imminence picturale, dans La Gazette de l'Hôtel Drouot, 16 décembre 2005 (p. 163-164)

## Œuvres dans les collections publiques
- Paris, Musée d'Art moderne de Paris[9] :

Sans titre, 1956, gouache sur papier, 38 x 55 cm, n° inventaire AMD 7
Combes planes, 1966, pastel à l'huile sur papier, 13 x 40 cm, n° inventaire AMD 279
- Paris, Fonds national d'art contemporain :

Le grand secret, 1963, peinture à l'huile, 193 x 128 cm, n° inventaire FNAC-I0015007

### Éléments de bibliographie
: source utilisée pour la rédaction de cet article

#### Catalogues
- Marcel Bouqueton, préface de Jean-Bernard Roy, Château-Musée de Nemours, 1978.
- Marcel Bouqueton, préface de J.M.B., Centre Culturel Français, Marrakech, 1980.
- Bouqueton, texte de Roger Van Gindertaël, galerie Callu Mérite, Paris, 1988.
- Marcel Bouqueton, préface de Lydia Harambourg, Centre Culturel Algérien, Paris, 1989.
- Signature Paris, préface de Marike Van der Knaap, galerie Borzo, 's-Hertogenbosh, Pays-Bas, 1993.
- École de Paris, 1945-1975, Maison de l'UNESCO, Paris, 1996.
- Mère Algérie, couleurs du Sud, Musée de Gajac, Villeneuve-sur-Lot, 2003.
- Marcel Bouqueton, galerie Marie Demange, Paris, 2005.
- Abstraction 50, l'explosion des libertés, Ville de Rueil-Malmaison, 9 décembre 2011 - 19 mars 2012, Éditions du Valhermeil, 2011, 128 p. (reproduction : Sans titre, 1953, 130 × 97 cm, p. 88)  (ISBN 9 782354 670948)

#### Dossier
- Marcel Bouqueton (textes de Michel-Georges Bernard, Jean-Bernard Roy, Lydia Harambourg, Djilali Kadid), dans Algérie Littérature/Action, no 53-54, Paris, 2001.

#### Articles
- Max-Pol Fouchet, dans « L'écho d'Alger », Alger, 1940.
- Jean Lusinchi, 1946.
- Georges Boudaille, Bouqueton, dans Cimaise, Paris, 1961 (Reproduction: Métallique, 1960).
- Jean-Jacques Lévêque, Bouqueton, Cahiers du Musée de poche, no 4, mai 1960, p. 119.
- Michel Ragon, 1961.
- Georges Boudaille, Bouqueton, 1962 (Reproduction : Gouache, 1962).
- Roger Van Gindertael, L'appel de la nature, dans Le Nain, Chefs-d'œuvre de l'art, Grands peintres, no 88, Paris, Hachette, 1968.
- Djilali Kadid, Marcel Bouqueton, le métier de l'harmonie, dans « Actualité de l'émigration » no 165, Paris, 1er-8 mars 1989.
- Michel-Georges Bernard, Marcel Bouqueton, Le fantastique ordinaire du visible, dans Artension no 26, Calluire, novembre-décembre 2005 (p. 32).
- Lydia Harambourg, Marcel Bouqueton, Imminence picturale, dans La Gazette de l'Hôtel Drouot, Paris, 16 décembre 2005 (p. 163-164).
- Gérard Gamand, Bouqueton, Aux marges du réel, dans Azart no 17, Paris, novembre-décembre 2005 (p. 128-134).
- Michel-Georges Bernard, Marcel Bouqueton, 1921-2006, hommage, dans Salon des Réalités Nouvelles 2007, Parc floral de Paris, Paris, 2007.
- Lydia Harambourg, Marcel Bouqueton, Hommage, dans La Gazette de l'Hôtel Drouot, Paris, 9 mai 2014 (p. 264).
- Michel-Georges Bernard, Marcel Bouqueton, dossier, dans L'IvreEscQ, n° 40, Alger, mai 2015, (p. 46-54).

#### Ouvrages généraux
- Michel Ragon et Michel Seuphor, L'art abstrait, 4, 1945-1970, Maeght éditeur, Paris, 1974, p. 223.
- Lydia Harambourg, Dictionnaire des peintres de l'École de Paris, 1945-1965, Éditions Ides et Calendes, Neuchâtel, 1993  (ISBN 2825800481); nouvelle édition, 2010, p. 65-66 (reproduction: Sans titre, 1952)  (ISBN 978-2-8258-0241-0).
- Jacques Busse, Marcel Bouqueton, dans Dictionnaire Bénézit, Éditions Gründ, Paris, 1999.
- Jean Sénac, Visages d'Algérie : regards sur l'art, Paris Alger, Paris-Méditerranée EDIF, 2002, 250 p. (ISBN 2-84272-156-X) (p. 16, 19, 20, 66, 70, 193, 104, 121, 123, 126, 155; reproduction: Palabres, 1975, p. 17).
- Marion Vidal-Bué, Alger et ses peintres (1830-1960), Paris, Paris-Méditerranée, 2000 (Reproduction: Paysage de Souk-Ahras, 1945)  (ISBN 9782842720957).